# Рябов Костянтин Андрійович
Костянтин Андрійович Рябов (26 лютого 1923 — 2 листопада 2001) — радянський військовий льотчик, Герой Радянського Союзу (1944). Заслужений військовий льотчик СРСР, генерал-майор авіації.

## Біографія
Народився 26 лютого 1923 року в місті Вольськ (зараз Саратовська область РФ).
У Червоній Армії з 1941 року. Закінчив Енгельську військово-авіаційну школу пілотів у 1942 році.
На фронтах німецько-радянської війни з квітня 1943 року. Заступник командира ескадрильї 190-го штурмового авіаційного полку (214-а штурмова авіаційна дивізія, 15-а повітряна армія, 2-й Прибалтійський фронт) старший лейтенант К. А. Рябов до серпня 1944 року здійснив 126 бойових вильотів на штурмування військ противника.
26 жовтня 1944 року Рябову Костянтину Андрійовичу присвоєно Звання Героя Радянського.
В 1952 році закінчив Військово-повітряну академію. 8 років командував спочатку авіаційним полком, потім авіаційною дивізією. В 1962 році закінчив Військову академію Генштабу.
Після академії обіймав посади начальника відділу бойової підготовки ВПС Південної групи військ, заступника командувача повітряною армією, заступника начальника Головного штабу ВПС з льотної служби. Двічі Рябов був військовим радником командувача ВПС Сирії.
З 1979 року генерал-майор авіації К. А. Рябов у відставці. Був заступником начальника Будинку авіації і космонавтики, очолював Раду ветеранів 214-ї авіаційної дивізії. Жив в Москві. Помер 2 листопада 2001 року. Похований на Троєкуровському кладовищі.

## Нагороди та почесні звання
Нагороджений також орденами:
- Леніна
- чотирма Червоного Прапора
- Богдана Хмельницького 3-го ступеня
- Олександра Невського
- двома Вітчизняної війни 1-го ступеня
- Трудового Червоного Прапора
- трьома Червоної Зірки
- «За службу Батьківщині у Збройних Силах СРСР» 3-го ступеня
- медалями

Заслужений військовий льотчик СРСР. Почесний громадянин міст Вольськ і Темрюк.